# 我的前半生
《我的前半生》，愛新覺羅‧溥儀著，為個人自傳兼回憶錄，全書共十章，記述個人一生，包括3歲即位成皇帝、張勳復辟等有關中國歷史之重大事件。

## 作者介紹
溥儀（穆麟德轉寫：Pu I，1906年2月7日—1967年10月17日），爱新觉罗氏，乳名午格，字曜之，號浩然，洋名亨利（Henry），作为清朝皇帝在位期間年號「宣统」，故稱宣統帝。其為清朝第12任君主，也是1644年清军入关后的第10任君主，是清朝以及中国歷史上的末任皇帝。

## 背景
上世紀五十年代末期，末代皇帝愛新覺羅·溥儀於抚顺战犯管理所接受改造期間，耗時一年半完成其自傳。1959年年底，該管理所將此文稿油印數十本，供相關部門領導傳閱。1960年年初，這部灰色封面的油印本，經排印成鉛活字本，以內部發行的方式問世，俗稱“灰皮本”。其後相關部門與溥儀合作，對“灰皮本”進行了修改加工，經多次修改後，於1964年3月正式出版，稱之為“定本”。2004年3月，有關出版社整理檔案材料時，意外發現了初稿和二稿，遂於2007年3月推出“全本”。。

## 內容

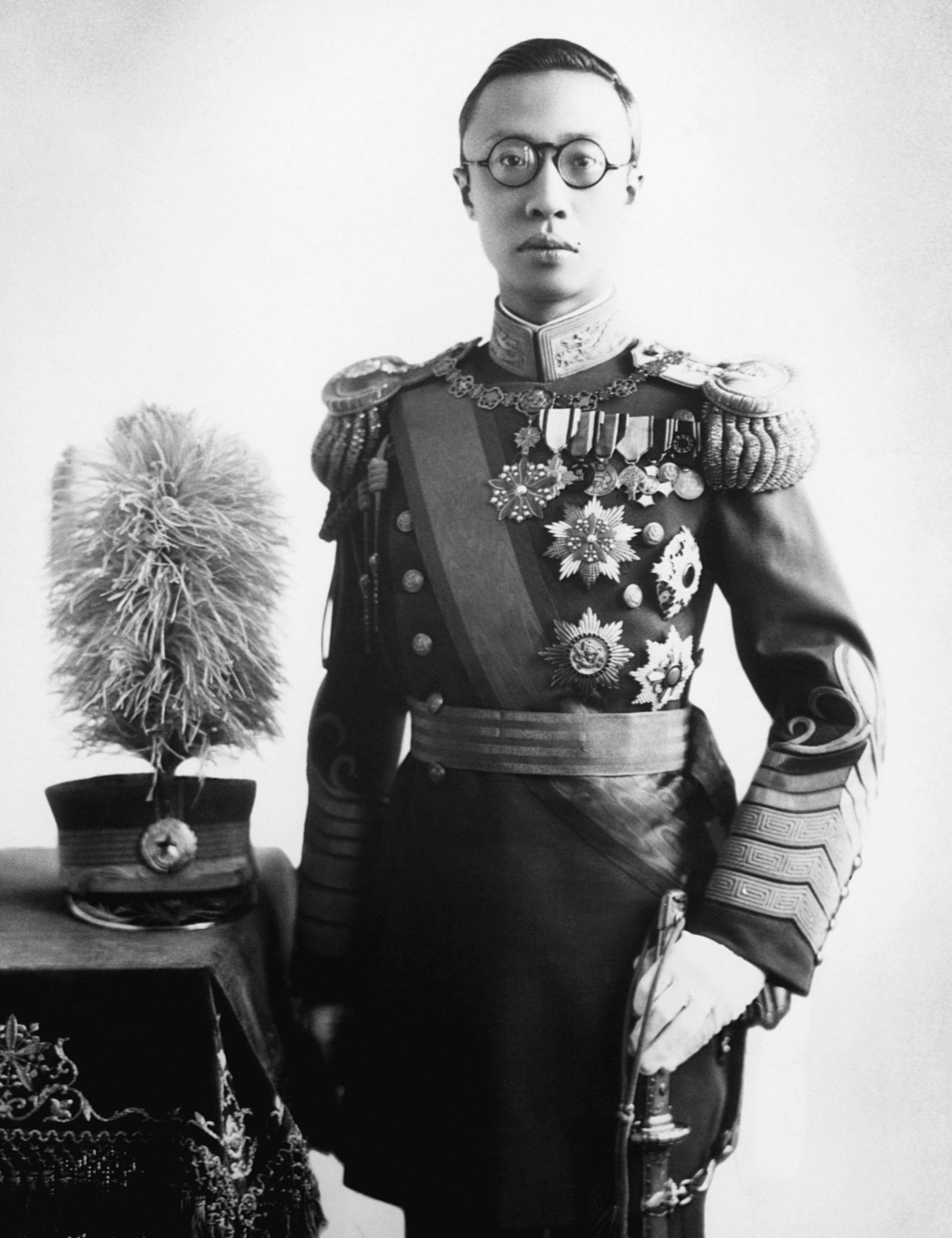
溥儀肖像

依照清朝的傳位規則，當初本不應該由溥儀來繼承皇位。1908年秋天，光緒皇帝病危，慈禧太后急於確定接班人。理論上擇“溥”字輩中年紀最大的侄子溥偉，溥偉的祖父是咸豐皇帝的第六弟奕訢。奕訢當年曾幫助發動北京政變，支持慈禧和慈安“垂簾聽政”。然而，慈禧太后選中了光緒皇帝的弟弟載灃的長子溥儀，此外，溥儀的祖母是慈禧的親妹妹，母親是慈禧親信榮祿的女兒。當時，溥偉守在宮外，滿以為慈禧會選擇他，一見溥儀被抱進宮，氣得大罵。11月中旬，光緒皇帝去世，慈禧也隨之去世，最後由隆裕太后和載灃一同扶持溥儀登基，年號宣統。
退位後的溥儀慢慢成熟起來，在周圍清朝遺老的影響下，充滿了復辟的意識。1917年7月，封建軍閥張勳率兵進京，擁立溥儀復辟，在11天後就被趕下台。此後，溥儀把復辟的希望寄託於外國，先是受到英國公使館派來的師傅莊士敦的鼓動，準備到西洋尋求支持，因為英美政府對華政策是維持民國，未能成行。後來，他與日本聯手，在九一八事變後去了東北，先當執政，1934年，第三次登基。日本人未兌現幫助其恢復大清的承諾，只讓他當滿洲國的皇帝。
在滿州國中待了十幾年的溥儀，對日本人由感謝轉為不滿，最終發展為恐懼。1945年，日本投降，溥儀被蘇軍逮捕，於1950年移交中華人民共和國，以叛國和協助侵略者發動戰爭罪名在戰犯管理所關押了近十年。在戰犯管理所的日子裡，溥儀逐步學會了基本的生活技能，如系鞋帶和洗衣服，也逐漸拋棄了帝王意識，樹立了公民觀念。1959年秋，溥儀獲得特赦回到北京。有些老人見面後還行跪拜大禮，馬上被他批評為思想落後。獲得一張選民證後，溥儀稱其為最珍貴的東西。他開始在植物園工作。伯納德·蒙哥馬利來訪時詢問他感受如何，他回答說“比起當皇帝，我更願當園丁”。這位英國元帥感到非常驚訝，回國後把這件事當作奇聞宣傳。最後他由帝王變為了一位公民。

## 章節
- 第一章：我的家世
- 第二章：我的童年
- 第三章：紫禁城內外
- 第四章：在天津的活動
- 第五章：潛往東北
- 第六章：偽滿十四年
- 第七章：蘇聯
- 第八章：由疑懼到認罪
- 第九章：接受改造
- 新的一章[5]

## 版本
- 第一版（1960年）：為溥傑執筆，記事止於1957年。1960年1月，由新華書店以內部書發行。
- 第二版（1964年）：1963年，李文達執筆与定稿。1964年，由群眾出版社出版。後發生著作權糾紛；北京市高级人民法院裁決認定溥儀為《我的前半生》作者，並享有該書的著作權[6]。
- 完整版（2007年）：1964年所出版的《我的前半生》一書中，因當時社會環境和諸多政治原因所致，原稿被刪除了16萬字。2007年1月群眾出版社出版的《我的前半生》（全本）將刪除內容全部還原，溥儀在改造過程中的情況、溥儀的打油詩以及占卜的卦辭等內容首次公之于众[7]。

## 銷量
截至2010年，三個版本共計約銷售200萬冊。